# City of Glass (Stan Kenton)
| Recensione | Giudizio |
| ---------- | -------- |
| AllMusic   |          |

City of Glass è un album a nome Stan Kenton Conducts Robert Graettinger's, pubblicato dalla casa discografica Capitol Records nel 1952.

## Tracce

### LP
Lato A
1. Entrance into the City – 4:30 – Registrato il 7 dicembre 1951 al Capitol Studios di Hollywood, California
2. The Structures – 3:46 – Registrato il 7 dicembre 1951 al Capitol Studios di Hollywood, California

Lato B
1. Dance Before the Mirror – 4:22 – Registrato il 5 dicembre 1951 al Capitol Studios di Hollywood, California
2. Reflections – 3:53 – Registrato il 5 dicembre 1951 al Capitol Studios di Hollywood, California

- Durata e date di registrazione brani (non accreditate sull'album originale), ricavate dalla tracklist e note del CD Stan Kenton Plays Robert Graettinger: City of Glass (Capitol Jazz Records, 7243 8 32084 2 5)

## Musicisti
- Stan Kenton – piano, conduttore orchestra
- Bob Graettinger – arrangiamenti
- John Howell – tromba
- Maynard Ferguson – tromba
- Conte Candoli – tromba
- Stu Williamson – tromba
- John Coppola – tromba
- Harry Betts – trombone
- Bob Fitzpatrick – trombone
- Bill Russo – trombone
- Dick Kenney – trombone
- George Roberts – trombone basso
- John Graas – corno francese
- Lloyd Otto – corno francese
- George Price – corno francese
- Stan Fletcher – tuba
- Bud Shank – sassofono alto, flauto
- Art Pepper – sassofono alto, clarinetto
- Bob Cooper – sassofono tenore, oboe, corno inglese
- Bart Cardarell – sassofono tenore, fagotto
- Bob Gioga – sassofono baritono, clarinetto basso
- Alex Law – violino
- Earl Cornwell – violino
- Phil Davidson – violino
- Barton Gray – violino
- Maurice Koukel – violino
- Seb Mercurio – violino
- Danny Napolitano – violino
- Dwight Muma – violino
- Charlie Scarle – violino
- Ben Zimberoff – violino
- Paul Israel – viola
- Aaron Shapiro – viola
- Dave Smiley – viola
- Gregory Bemko – violoncello
- Zachary Bock – violoncello
- Gabe Jellen – violoncello
- Abe Luboff – contrabbasso
- Ralph Blaze – chitarra
- Don Bagley – contrabbasso
- Shelly Manne – batteria, timpani[2]